# Nyctemera homogona
Nyctemera homogona är en fjärilsart som beskrevs av Swinhoe 1917. Nyctemera homogona ingår i släktet Nyctemera och familjen björnspinnare. Inga underarter finns listade i Catalogue of Life.